# Bomba mezonowa
Bomba mezonowa (ang. meson bomb, ros. мезонная бомба) – hipotetyczna broń jądrowa, której działanie miało być oparte na wykorzystaniu energii mezonów, hadronowych cząstek subatomowych złożonych z kwarków i antykwarków. Jej stworzenie postulowano już w latach 40. XX wieku i, zgodnie z założeniami, miała eksplodować z siłą wielokrotnie przekraczającą znane ówcześnie bomby jądrowe. W rzeczywistości stworzenie takiej bomby ani ówcześnie, ani w czasach późniejszych nie wydawało się naukowcom możliwe, a w wydanej w 1968 roku książce o fizyce cząstek M. Stanley Livingston opisał ewentualne prace nad stworzeniem bomby mezonowej jako „równie niepoważne, co badania nad silnikiem na antymaterię czy hipernapędem dla statków kosmicznych”.
Mimo tego w latach 60. XX wieku Związek Radziecki, przekonany, że taką broń posiada już USA, poświęcił wiele lat pracy i spore środki na jej opracowanie. W udzielonym w 1994 roku wywiadzie Arkadij Brisz, rosyjski fizyk i główny konstruktor w biurze KB-11 zajmującym się badaniami nad bronią jądrową, opisywał, że informacja o broni mezonowej pochodziła ze źródeł wywiadowczych. Choć Julij Chariton i Jakow Zeldowicz uznali doniesienia wywiadu za nonsensowne, kierownictwo radzieckiego programu jądrowego i tak uznało je za warte sprawdzenia. Program zawieszono po kilku latach, bez jakichkolwiek efektów.
Choć nigdy nie powstały żadne plany praktycznego wykorzystania mezonów w celach bojowych, idea bomb, dział lub karabinów mezonowych jest dobrze ugruntowana w kulturze popularnej i broń o takiej lub zbliżonej nazwie występuje w wielu komiksach, grach komputerowych, RPG, filmach rysunkowych z gatunku science-fiction, itd.